# 大崎教兼
大崎 教兼（おおさき のりかね）は、室町時代の守護大名。奥州探題。大崎氏の第7代当主。父持詮と同じく、教兼についても諸説紛糾しているが、以下、通説に従う。

## 通説
初名は彦三郎。応永31年（1424年）に左衛門佐に任官。第6代将軍・足利義教の偏諱を受け、教兼に改名。寛正・文明年間に精力的に文書を発給しているといい、探題大崎氏最後の栄光を現出させている。しかし、葛西氏との領界上の競り合いが始まり大崎氏の退潮が始まった。多数の子女に恵まれ、嫡男の政兼（まさかね）や百々高詮以外にも一迫氏、内ヶ崎氏、中新田氏、古川氏、師山氏、平柳氏の他、高清水氏や黒川氏、中野氏にも入嗣させている。娘の慧厳院は伊達成宗に嫁いで尚宗を生んでいる。

## 異説
なお、『系図纂要大崎系図』等では持詮の子を持兼、さらにその子を教兼とするが、遠藤厳「斯波氏」今谷明・藤枝文忠編『室町幕府守護職家事典 上下巻』（新人物往来社、1988年）では、「この説は時代・時期的に妥当ではない」とし、遠藤巌は「教兼は第5代当主。初名は大崎持兼。1450年から1477年頃まで文書を発給し、法名昌朔（又は、朔日）、号は修心院とし、法名にちなみ「大崎六代朔の殿」。大崎長岡郡洲賀に居城して「洲賀殿」と称された。」と唱える。しかし『系図纂要』説も、遠藤説も少数説に留まっている。